# Ama K. Abebrese
Ama K. Abebrese (ur. 3 maja 1980 w Kumasi) – brytyjska aktorka filmowa, prezenterka telewizyjna i producentka filmowa pochodzenia ghańskiego
Ukończyła studia dramatyczne i sztuki medialne z tytułem licencjata w St Mary’s University w Twickenham.

## Filmografia
- 2011: Ties That Bind – Buki Ocansey
- 2011: Sinking Sands – Pabi
- 2014: Double-Cross – Effie Howard
- 2015: Przeklęci  – Chinue
- 2015: Beasts of No Nation – Matka
- 2017: Lotanna – Zara
- 2018: The Burial of Kojo – Ciocia Agnes

## Nagrody
- 2015: Mianowana do Nagrody Filmowej Ghany – Najlepsza aktorka drugoplanowa za film Przeklęci